# Arado Ar 198
L'Arado Ar 198 est un prototype d'avion de reconnaissance monoplan allemand de l'entre-deux-guerres.
Ce triplace monomoteur de reconnaissance du champ de bataille répondait à un programme émis en février 1937 qui visait à fournir à la Luftwaffe un remplaçant au Henschel Hs 126 qui débutait tout juste ses essais. Monoplan à aile haute et train classique fixe caréné, le projet Arado se caractérisait par un fuselage largement vitré à la partie inférieure et semblait plus orthodoxe au très conservateur Technisches Amt, que ses concurrents Blohm & Voss BV 141 et Focke-Wulf Fw 189. Il fut donc préféré, trois prototypes étant mis en commande. Mais l'Ar 198 V-1 [D-ODLG], qui effectua son premier vol en mars 1938, ne répondait pas aux attentes de la Luftwaffe et l'Ar 198 V-2 fut détruit à l’atterrissage dès le début de ses essais en vol. Le V-1 fut transféré à une unité spéciale d’observation aérienne avant de finir au musée aéronautique de Berlin et le V-3, inachevé, utilisé pour des essais statiques. 